# Porterandia
Porterandia é um género botânico pertencente à família Rubiaceae.

## Espécies
- Porterandia anisophylla (Jack & Roxb.) Ridl.
- Porterandia anisophylloides
- Porterandia bartlettiana
- Porterandia catappifolia Ridl.
- Porterandia chanii Zahid
- Porterandia congestiflora Zahid
- Porterandia cultifolia
- Porterandia kalimantanensis Zahid
- Porterandia macromera
- Porterandia minor Ridl.
- Porterandia pauciflora Ridl.
- Porterandia puffii Zahid
- Porterandia sikkimensis Tirveng.
- Porterandia subsessilis (Valeton) Ridl.